# Robert Guillaume
Robert Guillaume, pseudonimo di Robert Peter Williams (Saint Louis, 30 novembre 1927 – Los Angeles, 24 ottobre 2017), è stato un attore e doppiatore statunitense.
Con una carriera di oltre cinquanta anni passata tra teatro, cinema e televisione, Guillaume deve la sua notorietà principalmente al ruolo di Isaac Jaffe in Sports Night ed a quello del maggiordomo Benson DuBois, che interpretò sia nella soap opera Bolle di sapone che nel relativo spin-off, il telefilm Benson e che gli valse due Emmy Award, una nel 1979 (per la soap opera) ed una nel 1985 (per il telefilm). Era la voce originale del mandrillo Rafiki ne Il re leone. Vinse un Grammy Award anche nel 1995 per la versione audiolibro de Il re leone.

## Biografia
Nacque a St. Louis, Missouri come Robert Williams da una madre con problemi di alcolismo che poi abbandonò la famiglia. Robert ed i suoi numerosi fratelli furono così cresciuti dalla nonna, Jeannette Williams. Studiò alla Saint Louis University ed alla Washington University e poi fece il servizio militare nelle file dell'esercito americano. In seguito intraprese la carriera di attore, adottando il cognome d'arte "Guillaume," che altro non era che la traduzione francese del suo cognome reale.

## Carriera

### Teatro
Abbandonata l'università, Guillaume entrò al Karamu Players di Cleveland, il più antico teatro afro-americano degli Stati Uniti, dove recitò in commedie musicali ed in opere. Nel 1959 fece una tournée mondiale con il musical di Broadway Free and Easy. Il suo debutto a Broadway lo fece con Kwamina nel 1961. Tra gli altri lavori teatrali si annoverano Golden Boy (con Sammy Davis Jr.), Tambourines to Glory, Guys and Dolls (per cui ricevette una nomination al Tony Award per la sua interpretazione di Nathan Detroit), Jacques Brel is Alive and Well and Living in Paris e Purlie!. Lavorò anche in Bambouche di Katherine Dunham ed in Fly The Blackbird.
Nel 1964 interpretò Sportin' Life in un revival di Porgy and Bess nel centro di New York. Negli stessi anni fu ingaggiato da Marcel Prawy per la stessa parte alla Wiener Volksoper di Vienna.
Guillaume era cantante membro dei "Robert de Cormier Singers" e si esibiva in concerti ed in televisione. Registrò anche un LP (Columbia CS9033) dal titolo Just Arrived come membro dei "Pilgrims", un trio folk con Angeline Butler e Millard Williams. Il produttore della Columbia Tom Wilson aveva intenzione di fare dei Pilgrims una risposta al popolare trio folk "Peter, Paul and Mary". Nei primi mesi del 1964 i Pilgrims avevano già registrato diversi brani e Wilson cercava quello giusto da far diventare il primo singolo del gruppo quando l'allora sconosciuto cantautore Paul Simon arrivò per un incontro con Wilson per presentare la sua ultima canzone, "The Sound of Silence". A Wilson piacque il brano e gli fece registrare un demo da far eseguire ai Pilgrims, ma quando sentì di persona Simon cantare il brano con il suo amico Art Garfunkel alla fine decise di firmare un contratto discografico con loro due, anziché usarlo per i Pilgrims.
Nel 1988, negli ultimi anni della sua carriera teatrale, sostituì Michael Crawford nel ruolo di protagonista del musical The Phantom of the Opera.

### Televisione

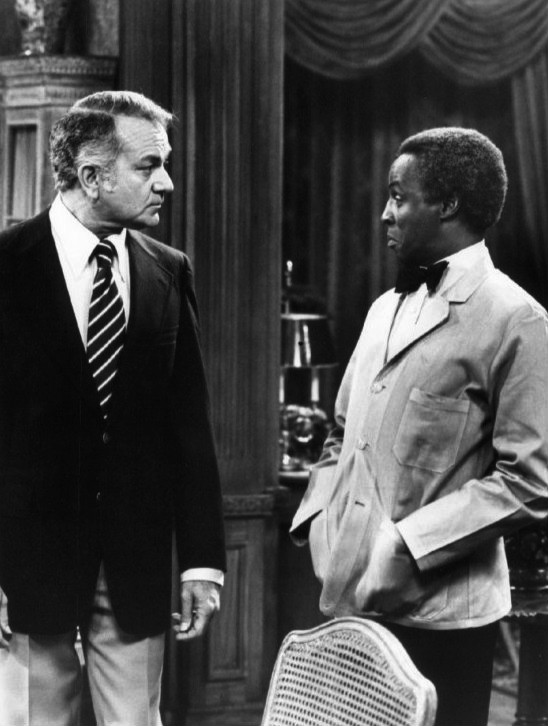
Nei panni del maggiordomo Benson in Bolle di sapone, 1977.

Guillaume è stato guest star di numerose sitcom, tra cui Good Times, I Jefferson, Sanford and Son, Bayside School - Un anno dopo, Willy, il principe di Bel-Air, Tutti al college e 8 semplici regole. Guillaume interpretò anche il dottor Franklin nel sesto episodio ("Lettere a catena") della sesta stagione di Arcibaldo, con un timido riferimento alla serie Marcus Welby, M.D. in cui era apparso nel 1970. Il suo debutto come personaggio fisso fu invece nella soap-opera della ABC Bolle di sapone, in cui interpretò il maggiordomo Benson dal 1977 al 1979. Guillaume proseguì ad interpretare il personaggio nello spin-off Benson dal 1979 al 1986.
Nel 1985 comparì nella miniserie televisiva Nord e Sud  nei panni del leader degli abolizionisti Fredrick Douglass, fuggito dalla schiavitù e diventato guida del movimento contro la schiavitù prima della Guerra Civile Americana.
Interpretò anche il consulente matrimoniale Edward Sawyer nella serie di 13 puntate The Robert Guillaume Show (1989), il detective Bob Ballard in Pacific Station (1991-1992) ed il produttore televisivo Isaac Jaffe nel tanto breve quanto acclamato dalla critica Sports Night (1998–2000) di Aaron Sorkin. Il 14 gennaio 1999, durante le riprese di un episodio dell'ultima stagione, Guillaume ebbe un ictus. Si riprese ed anche nella finzione il suo personaggio fu rappresentato come reduce da un ictus.
La sua ultima apparizione in TV fu durante la quinta stagione del reality Oprah: Where Are They Now?

### Doppiaggio
La sua voce fu utilizzata in diverse serie televisive come Capitan Planet e i Planeteers, Fish Police e Happily Ever After: Fairy Tales for Every Child. Prestò la voce anche a Rafiki nel film Il re leone e nei relativi sequel e spin-off. Doppiò Nasotozzo in Alla ricerca della Valle Incantata. Era anche la voce di Eli Vance nel videogioco Half-Life 2 (2004) e nei suoi sequel.

## Vita privata e morte
Robert Peter Williams si sposò due volte: nel 1955 sposò Marlene Williams da cui ebbe due figli, Jacques e Kevin. Nonostante Guillaume non abbia mai trascurato il suo lavoro da attore, il matrimonio durò quasi trent'anni, fino al divorzio nel 1984. Jacques morì il 3 dicembre 1990, all'età di 33 anni, in seguito a complicazioni legate all'AIDS.
Nel 1986 si sposò con la produttrice Donna Brown, dalla quale ha avuto una figlia, Rachel (1990), anch'essa attrice.
Divenne padre di altre due figlie, che furono però cresciute dalle rispettive madri: Patricia, nata nel 1950, e Melissa, nata nel 1980.
Nel 1999 Guillaume ebbe un ictus mentre stava lavorando a Sports Night presso i Walt Disney Studios di Burbank, in California. L'ictus fu lieve e gli procurò danni relativamente leggeri e pochi effetti sulla parola. Dopo sei settimane in ospedale, si sottopose a terapia riabilitativa.
Robert Guillaume è morto il 24 ottobre 2017, all'età di 89 anni, per un tumore alla prostata nella sua casa di Los Angeles.

## Onorificenze
Guillaume ha una stella nella Saint Louis Walk of Fame. Il 28 novembre 1984 Guillaume ricevette una stella anche nella Hollywood Walk of Fame per la sua carriera nell'industria televisiva.

## Filmografia

### Attore
- Porgy in Wien - film TV (1966)
- Giulia - serie TV, 1 episodio (1969)
- Marcus Welby - serie TV, 1 episodio (1970)
- Super Fly T.N.T. (1973)
- Sanford and Son - serie TV, 1 episodio (1975)
- Arcibaldo - serie TV, 1 episodio (1975)
- I Jefferson - serie TV, 1 episodio (1975)
- Good Times - serie TV, 1 episodio (1977)
- La mascotte - film TV (1979)
- Bob Hope in the Starmakers - film TV (1980)
- Bolle di sapone - serie TV, 50 episodi (1977–1980)
- Bastano tre per fare una coppia (1980)
- Love Boat - serie TV, 3 episodi (1980-1981)
- Purlie - film TV (1981)
- Angioletto senza ali - film TV (1982)
- The Kid with the 200 I.Q. - film TV (1983)
- Prince Jack (1984)
- Nord e Sud - miniserie TV, 6 episodi (1985)
- Benson - serie TV, 159 episodi (1979–1986)
- Christmas - film TV (1986)
- Hotel - serie TV, 1 episodio (1986)
- Wanted - Vivo o morto (1987)
- They Still Call Me Bruce (1987)
- Perry Mason - Morte di un editore - film TV (1987)
- Le nuove avventure di Guglielmo Tell - serie TV, 2 episodi (1987)
- Conta su di me (1989)
- The Penthouse - film TV (1989)
- The Robert Guillaume Show - serie TV, 12 episodi (1989)
- Il fuoco dopo la pioggia - film TV (1989)
- Colpi proibiti (1990)
- Pacific Station  - serie TV, 13 episodi (1991-1992)
- Senza motivo apparente - film TV (1992)
- Avvocati a Los Angeles - serie TV, 1 episodio (1992)
- Jack's Place - serie TV, 1 episodio (1992)
- Driving Miss Daisy - film TV (1992)
- Tutti al college - serie TV, 3 episodi (1991-1992)
- Mastergate - film TV (1992)
- You Must Remember This - film TV (1992)
- The Meteor Man (1993)
- Un detective in corsia - serie TV, 1 episodio (1993)
- Bayside School - Un anno dopo - serie TV, 1 episodio (1993)
- La legge di Burke - serie TV, 1 episodio (1994)
- Willy, il principe di Bel-Air - serie TV, 1 episodio (1994)
- Greyhounds - film TV (1994)
- Cosmic Slop - film TV (1994) (episodio "Space Traders")
- Children of the Dust - miniserie TV, 2 episodi (1995)
- Lamb Chop's Chanukah and Passover Surprise - film TV (1996)
- Spia e lascia spiare (1996)
- Run for the Dream: The Gail Devers Story - film TV (1996)
- First Kid: Una peste alla Casa Bianca (1996)
- Volo 747: panico a bordo - film TV (1996)
- Pandora's Clock - La Terra è in pericolo - miniserie TV, 2 episodi (1996)
- Sparks - serie TV, 1 episodio (1996)
- Terra promessa - serie TV, 1 episodio (1996)
- Crystal Cave - film TV (1996)
- Alchemy - film TV (1996)
- Goode Behavior - serie TV, 1 episodio (1997)
- Il tocco di un angelo - serie TV, 1 episodio (1997)
- Merry Christmas, George Bailey - film TV (1997)
- Oltre i limiti - serie TV, 1 episodio (1998)
- Testimone silenzioso (His Bodyguard) - film TV (1998)
- Codice di sicurezza (1999)
- Sports Night - serie TV, 45 episodi (1998-2000)
- Moesha - serie TV, 1 episodio (2000)
- 13th Child (2002)
- 8 semplici regole... per uscire con mia figlia - serie TV, 1 episodio (2003)
- Big Fish - Le storie di una vita incredibile (2003)
- Century City - serie TV, 1 episodio (2004)
- Storyline Online - serie TV, 1 episodio (2008)
- The Secrets of Jonathan Sperry (2008)
- CSI - Scena del crimine - serie TV, 1 episodio (2008)
- Satin (2011)
- Columbus Circle (2012)
- Wanda Sykes Presents Herlarious - serie TV (2013)
- Off the Beach - cortometraggio (2013)

## Doppiatori italiani
Nelle versioni in italiano delle opere in cui ha recitato, Robert Guillaume è stato doppiato da:
- Angelo Nicotra in Spia e lascia spiare, Big Fish - Le storie di una vita incredibile
- Franco Agostini in Bolle di sapone
- Rodolfo Traversa in Bastano tre per fare una coppia
- Saverio Moriones in L'angioletto senza ali
- Oreste Rizzini in Colpi proibiti
- Mario Zucca in Testimone silenzioso
- Sandro Sardone in Codice di sicurezza
- Carlo Marini in Sports Night
- Wladimiro Grana in CSI - Scena del crimine

Da doppiatore è sostituito da:
- Sergio Fiorentini in Il re leone, Il re leone II - Il regno di Simba, Timon e Pumbaa, Il re leone 3 - Hakuna Matata

## Premi e riconoscimenti
- Primetime Emmy Awards
  - 1985 - Migliore attore protagonista in una serie commedia - Benson